# Lex Alonzo
Lex Alonzo var en svensk samhällsprogramserie med inriktning på juridik, som visades på TV 8 under våren 2010. Michael Alonzo var programledare och Mårten Schultz juridisk expert. Programmet producerades av OTW Entertainment Television med Thérèse Ekberg som redaktör.